# 疏叶卷柏
疏叶卷柏（学名：Selaginella remotifolia），为卷柏科卷柏属下的一个种。

## 扩展阅读
維基物種上的相關：疏叶卷柏